# بريق

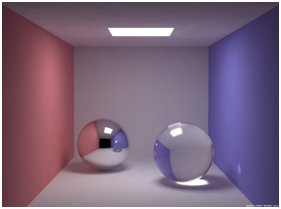
انعكاس البريق

البريق هو خاصية بصرية، تقوم على تآثر الضوء مع الخواص الفيزيائية للسطح. وهي قدرة السطوح على عكس الضوء باتجاه مرآوي. والعوامل المؤثرة على البريق هي قرينة الانكسار للمادة، وزاوية ورود الضوء، وطبوغرافيا السطح. ولكن ليست كل الأجسام لها نفس درجة البريق، فالمواد ذات السطح الناعم تكون براقة، في حين أن السطوح الخشنة لا تعكس الضوء مرآويا فتظهر كامدة. وهناك معادن ذات بريق عال، وأعلى بريق نجده بريق المرآة. فالسطح الذي يبرق يُسمَّى البَرّاق أو اللَّمِيع وعكسه مُطفأ البريق أو المطفي أو المَت (دخيل من mat).

## اقرأ أيضا
- سطوع
- فهرس مقالات البصريات